# Casa Madames
La Casa Madames és un edifici d'Arties al municipi de Naut Aran (Vall d'Aran) que forma part de l'Inventari del Patrimoni Arquitectònic de Catalunya. És possible que el nom de la casa tingui a veure amb el Mirandes d'Arties, documentats des del segle xiv.

## Descripció
És un casal de notables proporcions en què destaca la façana de migdia de gust neoclàssic, centrada per obertures de fàbrica entre pilastres amb base, fust i capitell llis, de marbre blanc (de Sant Beat). En la planta baixa es desclou una finestra recta que precedeix la inscripció: "D. Felipe Delseny, 1897". Al primer pis una obertura de mig punt sota un escut amb floró dona accés a un balcó. I en el segon pis un altre balcó però amb obertura allindanada. La façana que dona al Valarties, més moderna, destaca per la presència en els tres nivells per balconades de fusta (tornejada i retallada) que n'ocupen tot l'ample, així com el frontis de la coberta ("penalèr"). La teulada és llicorella.